# Leyland Hippo
Le Leyland Hippo est un camion, de configuration 6x4, conçu pour des emplois de service général et fabriqué par le constructeur britannique Leyland Motors. Son lancement intervint en 1929, et sa fabrication se perpétua durant quatre décennies, demeurant ainsi en production jusqu'en 1969. 

## Première génération
Le nouveau camion de fret à six roues, d’une capacité de douze tonnes, fut présenté en première mondiale lors du Salon du transport automobile commercial, tenu au Olympia Exhibition Centre en 1929. Décrit comme un châssis rigide 6x4, l’Hippo était mû par le plus volumineux moteur alors produit par Leyland : un six-cylindres en ligne développant 72 ch, permettant une vitesse maximale de 48 km/h, le tout associé à une boîte de vitesses à quatre rapports.
En tant que châssis cabine avancée, l’unité présentait une longueur totale de 8,32 mètres pour un empattement de 5,18 m. Elle était déclinée en versions à benne basculante et à plateforme, offrant respectivement un espace de chargement de 5,80 m et 6,70 m. Sa masse à vide s’élevait à 5 tonnes. Lors de son restylage en 1931, la longueur hors-tout des véhicules fut portée à 9,14 m, leur conférant une capacité totale de charge de 19 tonnes. En 1934, un nouvel engin à huit roues, dénommé Octopus, fut développé sur la base technique de l’Hippo. Bien que conservant la même motorisation, il se distinguait par une capacité de portance accrue, atteignant 22 tonnes. 

## Deuxième génération
En 1945, Leyland mit au point le Mark II Hippo dans le cadre d’un programme d’ordonnance. Ces engins affichaient une masse de 19 t et étaient mûs par un moteur à six cylindres en ligne développant une puissance de 100 ch, accouplé à une boîte de vitesses manuelle à cinq rapports. Des versions civiles de ces véhicules furent ultérieurement envisagées. Leur conception devait reprendre les mêmes spécifications techniques fondamentales, mais avec une charge utile accrue.
Au commencement de la Seconde Guerre mondiale, les forces armées britanniques se virent attribuer trois cent trente camions Leyland Hippo militarisés, pourvus de cabines et de caisses militaires ouvertes, désignés sous les noms d’Hippo Mk I ou WSW17. En 1943, dans le cadre des préparatifs afférents à l’opération Overlord, le constructeur Leyland entama la conception d’une version modernisée, l’Hippo Mk II. Sa production fut initiée en 1944 ; approximativement un millier d’exemplaires étaient en service actif lors de la capitulation allemande. Ces engins demeurèrent en dotation au sein des armées jusqu’à la décennie 1970. 

## Galerie

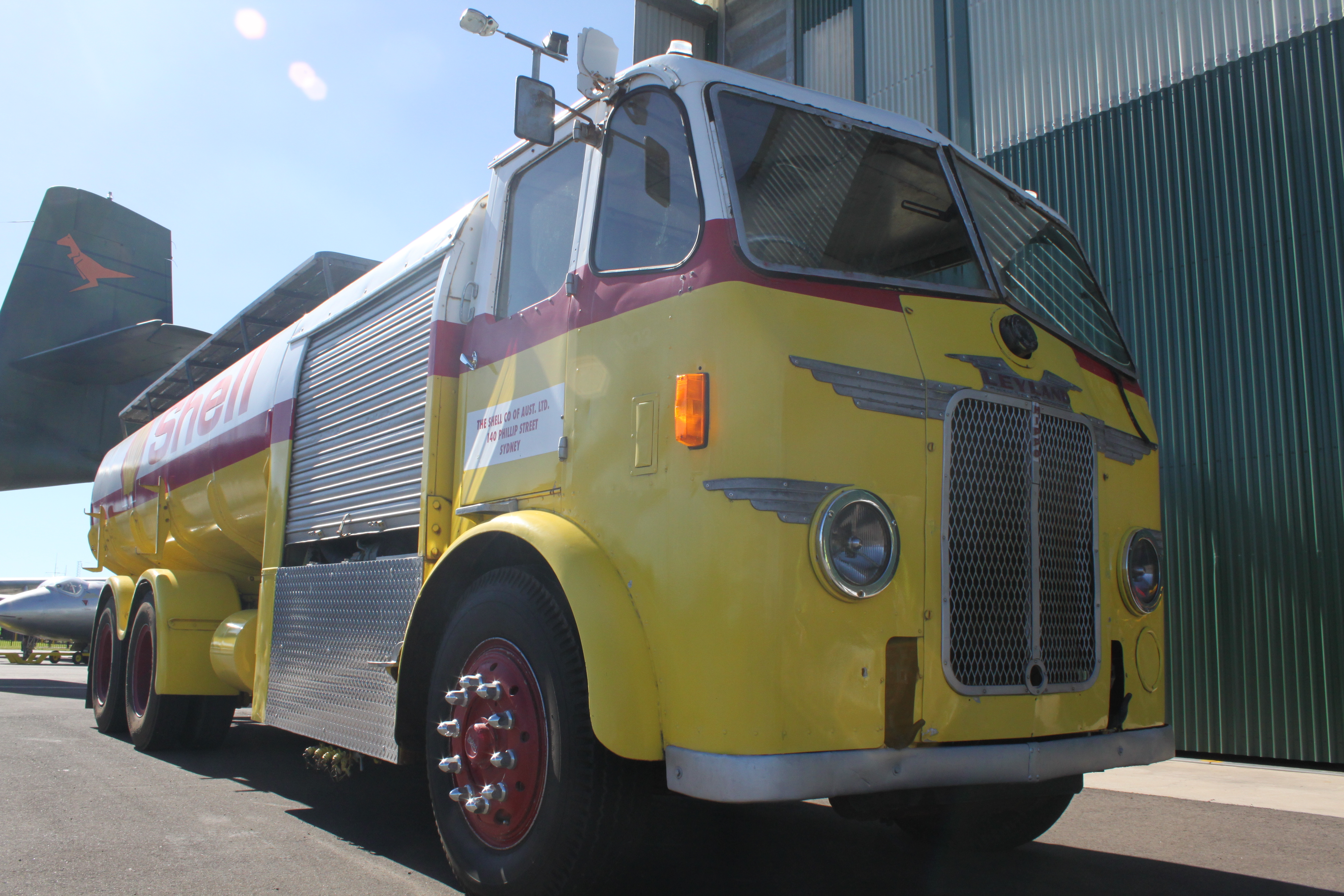
Le pétrolier Shell Australia Leyland Hippo préservé
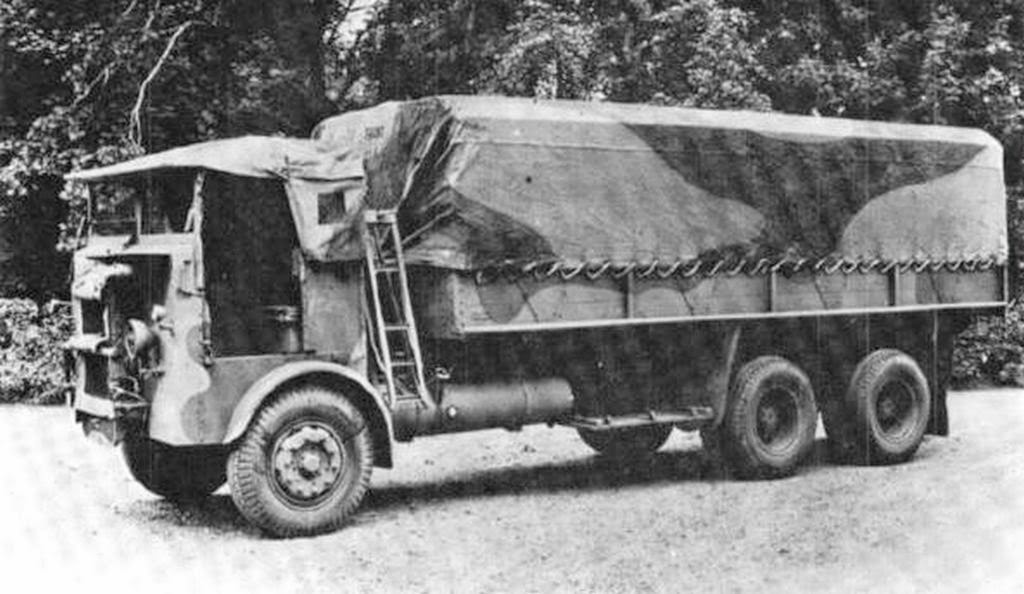
Leyland Hippo Mk I militarisé avec cabine ouverte, 1939
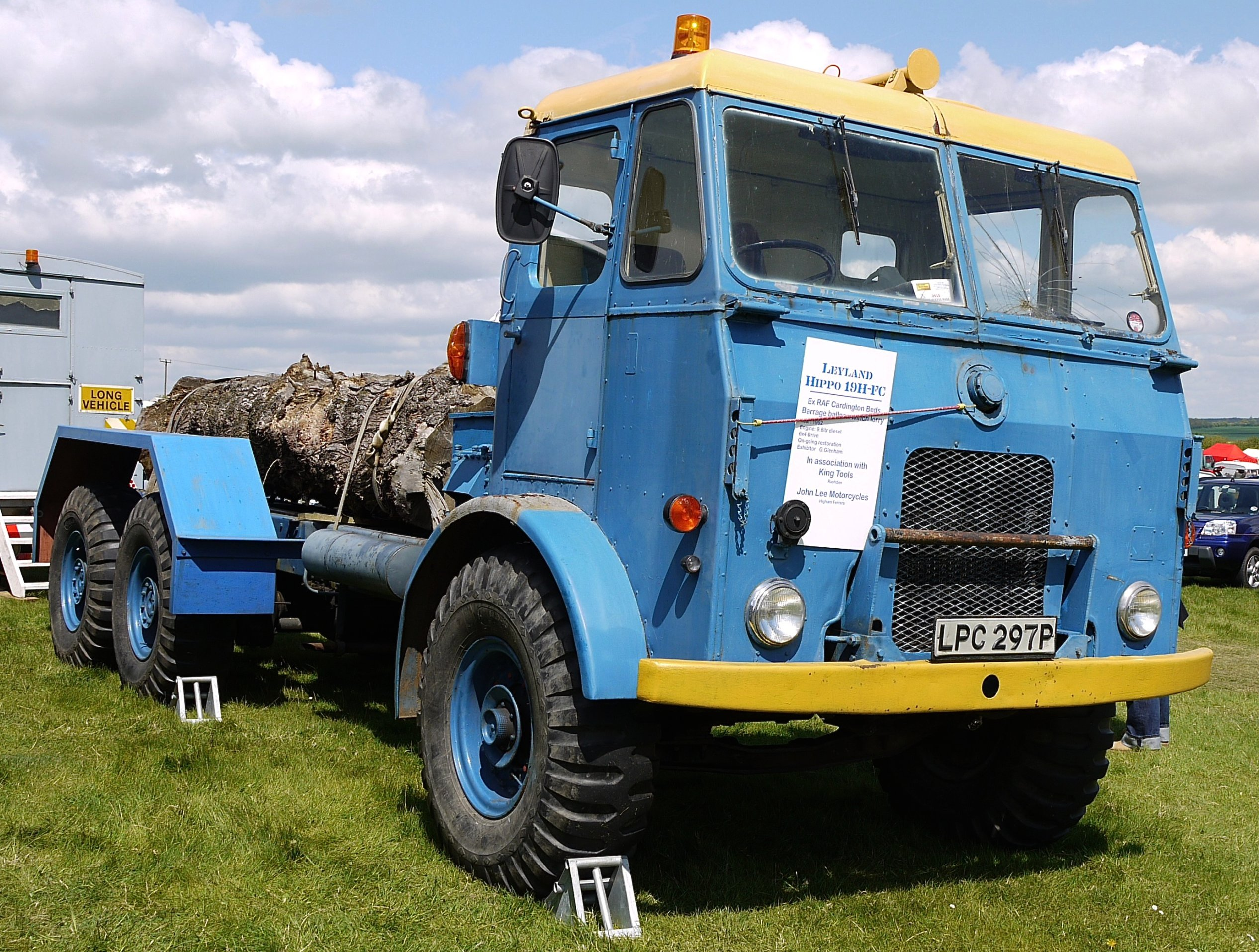
Camion forestier Leyland Hippo de 1952 préservé
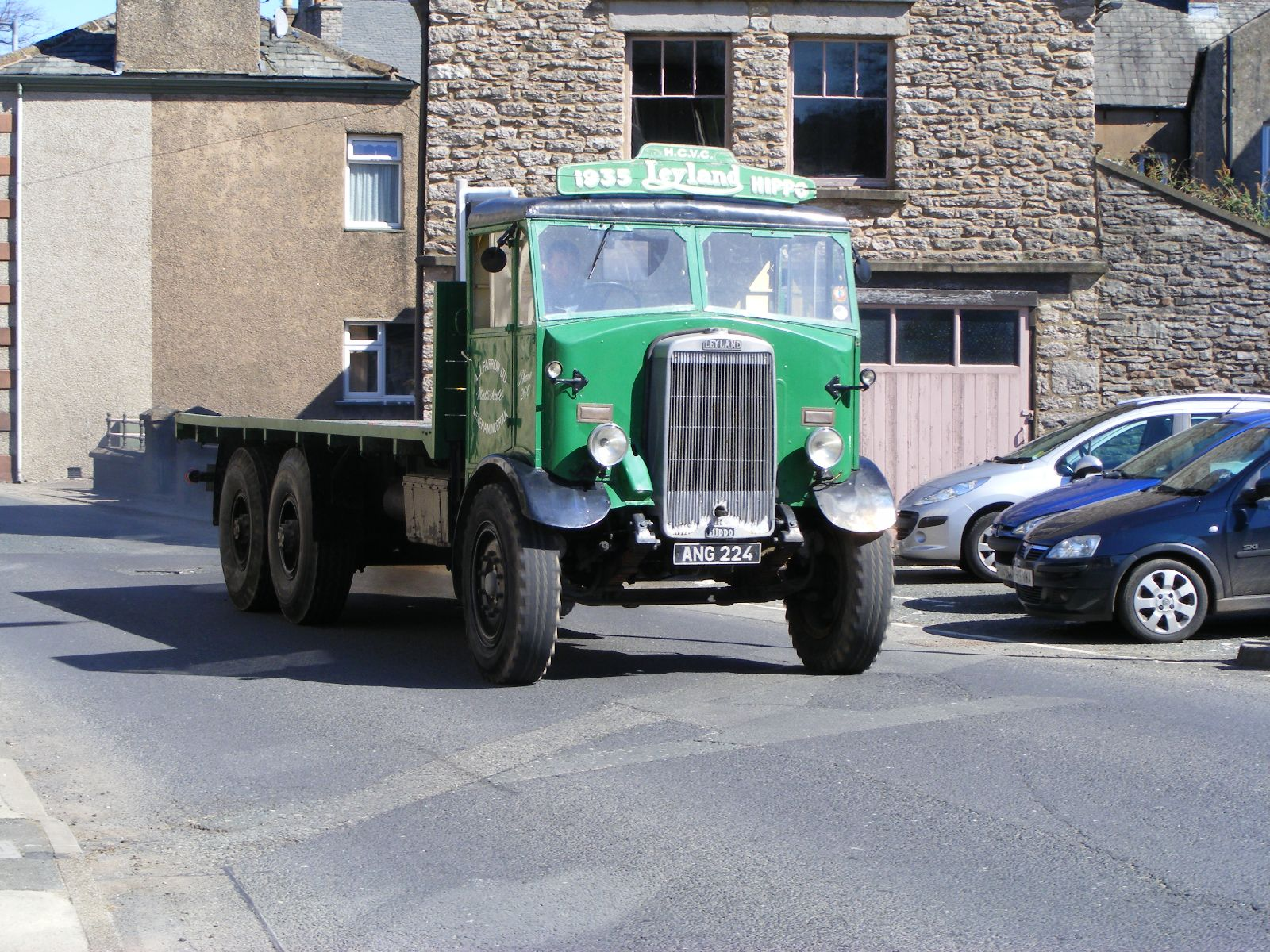
Plateforme Leyland Hippo préservée